# Vlag van Viroinval
De vlag van Viroinval is op 5 april 1993 bij raadsbesluit vastgesteld als de vlag van de Naamse gemeente Viroinval. De vlag kan als volgt worden beschreven:
Rood met een witte golvende baan in het midden en vier witte ruiten horizontaal geplaatst in elk van de rode velden.
De vlag werd pas op 3 mei 1993 bevestigd door de Franse Gemeenschapsregering. De vlag is volledig gebaseerd op het gemeentewapen en ziet er dus helemaal hetzelfde uit. De golvende baan verwijst naar de rivier de Viroin en de acht ruiten verwijst naar de acht voormalige gemeenten die Viroinval vormen.